# Masahiro Ōhashi
Masahiro Ōhashi (jap. 大橋 正博, Ōhashi Masahiro; * 23. Juni 1981 in der Präfektur Kanagawa) ist ein ehemaliger japanischer Fußballspieler.

## Karriere
Ōhashi erlernte das Fußballspielen in der Jugendmannschaft der Yokohama F. Marinos. Seinen ersten Vertrag unterschrieb er 1999 bei den Yokohama F. Marinos. Der Verein spielte in der höchsten Liga des Landes, der J1 League. 2001 wurde er an den Zweitligisten Mito HollyHock ausgeliehen. 2002 kehrte er zu Yokohama F. Marinos zurück. Im August 2002 wechselte er zum Zweitligisten Albirex Niigata. 2003 kehrte er zu Yokohama F. Marinos zurück. Mit dem Verein wurde er 2003 japanischer Meister. Für den Verein absolvierte er 40 Erstligaspiele. 2006 wechselte er zum Zweitligisten Tokyo Verdy. Für den Verein absolvierte er 24 Spiele. 2007 wechselte er zum Erstligisten Kawasaki Frontale. 2008 wurde er mit dem Verein Vizemeister der J1 League. Für den Verein absolvierte er 38 Erstligaspiele. Danach spielte er bei den Gangwon FC, Mito HollyHock und Matsumoto Yamaga FC. Ende 2012 beendete er seine Karriere als Fußballspieler.

## Erfolge
Yokohama F. Marinos
- J1 League

Meister: 2003
Vizemeister: 2000, 2002
Kawasaki Frontale
- J1 League

Vizemeister: 2008
- J.League Cup

Finalist: 2007